# Gerd Wessig
Gerd Wessig (Lübz, 16 de julho de 1959) é um ex-campeão olímpico  no salto em altura da Alemanha Oriental.
Cozinheiro por profissão e estudioso da gastronomia, com 2,01 de altura, pouco antes dos Jogos Olímpicos de Moscou surpreendemente ele venceu o campeonato nacional, com um salto de 2.30m e foi classificado para a equipe de atletismo aos Jogos.
Em Moscou, ele era um dos bem cotados a uma medalha, sem ser um favorito. Na final, entretanto, não só conquistou a medalha de ouro, mas quebrou o recorde mundial do salto em altura, saltando 2,36m, e tornando-se o primeiro atleta a elevar o recorde mundial desta prova nos Jogos Olímpicos.
Após os Jogos, Wessig tentou carreira no decatlo até 1983, sem contudo conseguir sucesso expressivo. Retornou então ao salto em altura, após frequentes contusões. Sem a mesma forma que em Moscou, conseguiu apenas sucesso nacional, sendo bicampeão nacional da prova em 1987 e 1988.
Desde que encerrou carreira no atletismo ele vem dirigindo uma empresa que vende artigos esportivos em Mecklemburgo, na Pomerânia.